# Acanthochitona minuta
Acanthochitona minuta är en blötdjursart som beskrevs av Eugène Leloup 1980. Acanthochitona minuta ingår i släktet Acanthochitona och familjen Acanthochitonidae. Inga underarter finns listade i Catalogue of Life.